# Stadion Spartak w Wysznim Wołoczoku
Stadion Spartak – wielofunkcyjny stadion w Wysznim Wołoczoku, w Rosji. Został otwarty w 1920 roku. Może pomieścić około 4000 widzów. Swoje spotkania na obiekcie rozgrywa drużyna Wołoczanin-Ratmir Wysznij Wołoczok.